# Marcel Möring
Pour les articles homonymes, voir Möring.
Œuvres principales
Le Grand Désir
Marcel Möring, né le 5 septembre 1957 à Enschede, aux Pays-Bas, est un écrivain néerlandais.

## Biographie
Mendels erfenis, paru en 1990, lui vaut la même année le prix Geertjan Lubberhuizen (nl) du meilleur premier roman néerlandais de l'année.
Il obtient un beau succès critique et public en 1993 avec Le Grand Désir (Het grote verlangen), son deuxième roman.
La Chambre d'amis (Modelvliegen), paru en 2001, raconte comment un ancien pilote, sa femme et leur fils précoce tentent de redonner un sens à leur vie quelques années après la fin de la Seconde Guerre mondiale.
En 2007, il remporte le prix Ferdinand-Bordewijk pour son roman Dis, paru en 2006.
Il réside à Rotterdam. 

## Œuvres

### Romans
- Mendels erfenis (1990) (Littéralement : L'Héritage de Mendel)
- Het grote verlangen (1993) Publié en français sous le titre Le Grand Désir, traduit par Marie Hooghe, Paris, Flammarion, 1997  (ISBN 2-08-066960-5)
- In Babylon (1997) Publié en français sous le titre La Fabuleuse Histoire des Hollander, traduit par Patrick Grilli, Paris, Flammarion, 2001  (ISBN 2-08-067499-4)
- Modelvliegen (2001) Publié en français sous le titre La Chambre d'amis, traduit par Emmy Nos, Montréal, Les Allusifs no 18, 2003  (ISBN 2-922868-19-2) ; réédition, Paris, Le Serpent à plumes, coll. « Motifs » no 324, 2008  (ISBN 978-2-268-06707-0)
- Dis (2006)
- Een vrouw (2007) publiée pour le 80e anniversaire de Harry Mulisch (Littéralement : Une femme}
- Louteringsberg (2009) (Littéralement : Montagne du catharsis)
- Eden (2016)

### Recueils de nouvelles
- Het Derde Testamen (1995) (Littéralement : Le Troisième Testament)
- Bederf is de weg van alle vlees en andere novellen (2008) (Littéralement : La pourriture est le destin de toute nourriture et autres nouvelles)

### Essais
- Naakt en namaak in de literatuur (1999) (Littéralement : Nudité et Contrefaçon dans la littérature)
- Lijdenslust  (2006) (Littéralement : Le Désir de souffrir)
- Een lange weg (2008) (Littéralement : Une longue route)